# Stefanie van België

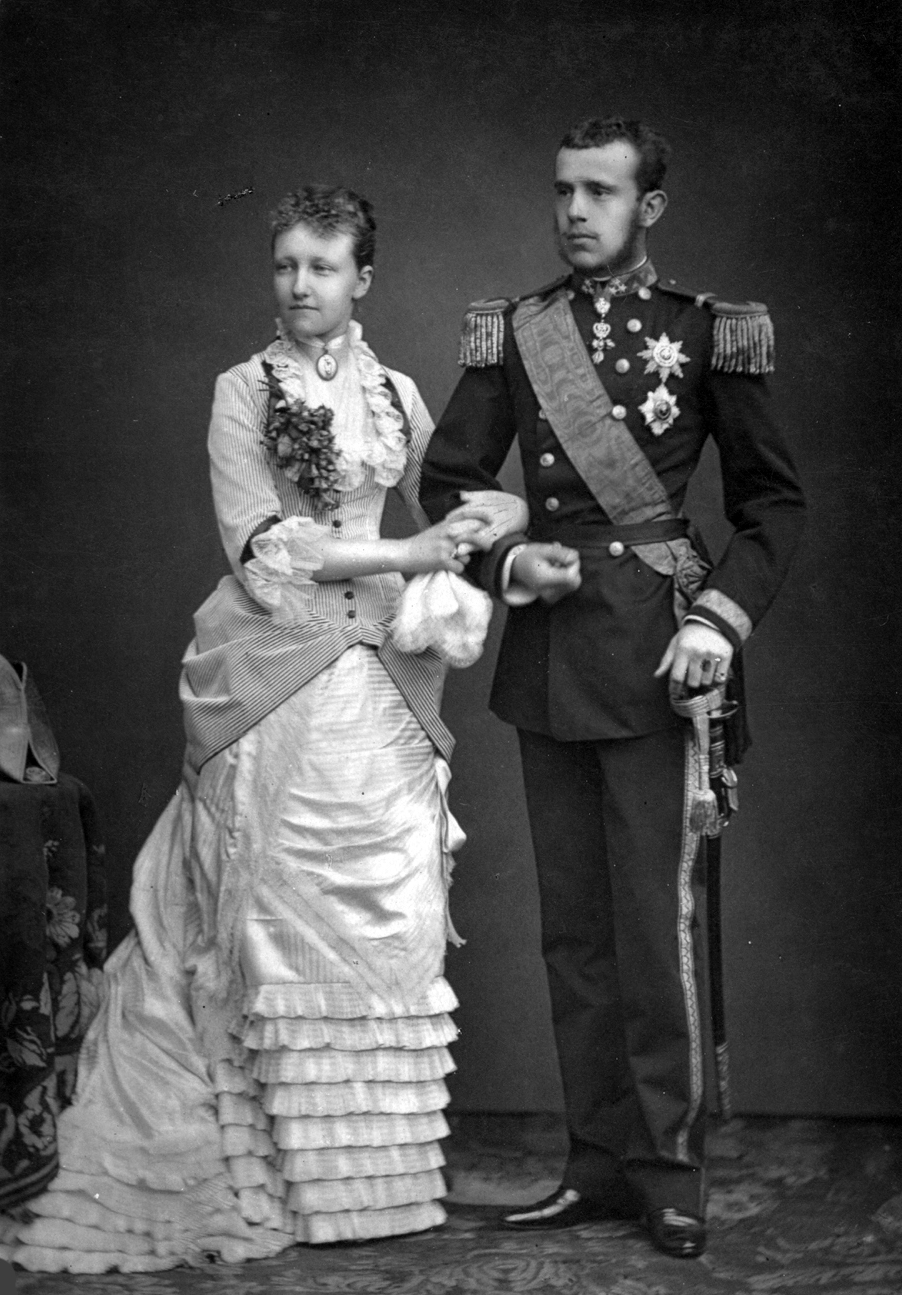
Verlovingsfoto van prinses Stefanie en Rudolf van Oostenrijk

Stefanie Clotilde Louise Hermine Marie Charlotte (Laken, 21 mei 1864 — Pannonhalma, 24 augustus 1945), prinses van België, was een dochter van Leopold II, koning der Belgen, en diens echtgenote Marie Henriëtte. Door haar huwelijk met de Oostenrijkse kroonprins Rudolf werd zij aartshertogin van Oostenrijk en kroonprinses van Oostenrijk-Hongarije. Aan het eind van haar leven droeg zij de titel vorstin van Lonyay de Nagy-Lonya en Vásáros-Namény. Het Stefaniaplein en de Stefaniatunnel te Brussel en de koloniale post Stéphanieville (nu Loudima in Congo-Brazzaville) werden naar haar vernoemd. Haar naam wordt in het Nederlands ook geschreven als Stefanie en Stefania.

## Jeugd
Zelf was ze de op een na oudste dochter, maar zij zorgde voor prinses Clementine, haar acht jaar jongere lievelingszus. Hun moeder werd in haar huwelijk met Leopold II liefdeloos en zonder respect behandeld, terwijl haar man regelmatig maîtresses had. Zij hadden voornamelijk aandacht voor haar oudere broer en kroonprins Leopold. De dood van hun enige broer Leopold in 1869 dreef hun ouders nog meer uit elkaar. Hun vader zette zijn zinnen dan maar op een harde huwelijkspolitiek; zijn dochter zou keizerin van Oostenrijk worden, de tweede keizerin in de familie na zijn zus Charlotte. Bovendien werden de banden met het Habsburgse hof nog maar eens aangehaald.
Leopold en Maria Henriëtte waren trots toen ze de verloving van Stefanie en aartshertog Rudolf van Oostenrijk in de Wintertuin van de gloednieuwe Koninklijke Serres bekendmaakten. Stefanie werd van haar geliefde zus weggenomen en naar een vreemd land gebracht.

## Kroonprinses van Oostenrijk-Hongarije
Op 10 mei 1881 trouwt zij met aartshertog Rudolf van Oostenrijk, de oudste zoon van keizer Frans Jozef en de befaamde keizerin Elisabeth, beter bekend als Sisi. Het huwelijk tussen beiden moest oorspronkelijk begin 1881 plaatsvinden.
Aan de vooravond van haar zeventiende verjaardag mocht ze zich aartshertogin van Oostenrijk en kroonprinses van Oostenrijk-Hongarije noemen. In 1883 kreeg het paar een dochter; aartshertogin Elisabeth Marie. Het huwelijk, dat alhoewel niet uit liefde gesloten was, was aanvankelijk heel gelukkig. Stefanie had een zaak gemeen met haar schoonmoeder; de liefde voor Hongarije, ze had een oprechte band met dit land, dat ze vaak bezocht.
Later zette het uitblijven van een mannelijke erfopvolger het huwelijk enigszins onder druk. De relatie tussen Stefanie en Rudolf belandde in een diep dal. Ook de band tussen Stefanie en haar schoonmoeder Sisi ging van kwaad naar erger.
In de loop van 1884 kreeg haar echtgenoot gonorroe door een buitenechtelijke relatie. Toen deze werd overgedragen aan Stefanie en zij onvruchtbaar werd, ontstond er bij haar een grote afkeer voor haar man. Stefanie ondervond weinig steun aan het Oostenrijkse hof. Met name haar schoonmoeder, keizerin Elisabeth meed haar. Zij noemde Stefanie een "moreel zwaargewicht" en een "lelijke olifant" en "die obelisk van tactloosheid". 
Op 30 januari 1889 pleegde Rudolf, die psychische problemen had, samen met zijn geliefde Marie von Vetsera, zelfmoord op het jachtslot Mayerling. In hun eerste reactie richtte het keizerspaar zijn pijlen op Stefanie, die de schande moest verdragen. Als weduwe werd de aartshertogin gedoogd in Wenen want ze was toch nog steeds de schoondochter van de keizer. Ze mocht al haar juwelen en voorrechten behouden zolang ze niet opnieuw huwde.

## Leven na Mayerling
Elf jaar daarna huwde ze op 22 maart 1900 met Elemér Lónyay graaf, vanaf 1917: vorst van Nagy-Lónya en Vásáros-Namény (1863-1946), telg uit het geslacht Lónyay de Nagy-Lónya et Vásáros-Namény. Het huwelijk vond plaats in het Castello di Miramare bij Triëst. 
Haar tweede huwelijk was omstreden omdat haar nieuwe echtgenoot geen vorstelijke rang had. De aartshertogin had haar kansen aan het Habsburgse hof voorgoed opgegeven, tot schande van haar vader. Daar kwam bij dat ze partij koos voor haar zuster, prinses Louise, die was weggelopen bij haar man Filips van Saksen-Coburg-Gotha. 
Keizer Frans Jozef nam haar dat zeer kwalijk en verbrak alle contact met haar. Ze verloor ook het hoederecht over haar dochter. 
Toen Leopold II in 1909 stierf, bleek dat hij zijn drie dochters niet meer wilde nalaten dan wat hijzelf ooit van zijn vader had geërfd. Al de rest behoorde "het land" toe. Het kwam tot lange processen van Stefanie en haar zuster Louise om het fortuin van hun vader te krijgen, dat in een buitenlandse stichting was weggemoffeld. Maar uiteindelijk kregen ze slechts een klein deel van dit enorme bedrag: het grootste deel ging naar de Belgische Staat, bij wie Leopold II zwaar in de schulden had gezeten. 
In 1935 publiceerde zij haar memoires. De publicatie van het boek bracht een schandaal teweeg in Oostenrijk, maar verkocht zeer goed en werd vertaald in onder meer het Frans en het Engels.
Ze stierf in 1945, nadat ze op de vlucht was geslagen voor het Rode Leger, en haar intrek had genomen in de Hongaarse Benedictijner Abdij van Pannonhalma. Zij werd 81 jaar oud.

## Nageslacht
- Elisabeth Marie van Oostenrijk (1883-1963) (dochter)
  - Franz Joseph zu Windisch-Graetz (1904-1981) (kleinzoon)
    - Stephanie zu Windisch-Graetz (1939-2019) (achterkleindochter)

  - Stephanie zu Windisch-Graetz (1909-2005) (kleindochter)

## Voorouders
| Overgrootouders                 | Frans van Saksen-Coburg-Saalfeld (1750-1806) ∞ 1777 Augusta van Reuss-Ebersdorf en Lobenstein (1757-1831) | Frans van Saksen-Coburg-Saalfeld (1750-1806) ∞ 1777 Augusta van Reuss-Ebersdorf en Lobenstein (1757-1831) | Lodewijk Filips I van Frankrijk (1773-1850) ∞ 1809 Marie Amélie van Bourbon-Sicilië (1782-1866) | Lodewijk Filips I van Frankrijk (1773-1850) ∞ 1809 Marie Amélie van Bourbon-Sicilië (1782-1866) | Keizer Leopold II (1747-1792) ∞ 1764 Marie Louise van Bourbon (1745–1792)                 | Keizer Leopold II (1747-1792) ∞ 1764 Marie Louise van Bourbon (1745–1792)                 | Lodewijk van Württemberg (1756-1817) ∞ 1754 Henriëtte van Nassau-Weilburg (1780-1857)     | Lodewijk van Württemberg (1756-1817) ∞ 1754 Henriëtte van Nassau-Weilburg (1780-1857)     | Lodewijk van Württemberg (1756-1817) ∞ 1754 Henriëtte van Nassau-Weilburg (1780-1857) | Lodewijk van Württemberg (1756-1817) ∞ 1754 Henriëtte van Nassau-Weilburg (1780-1857) |
| Grootouders                     | Leopold I van België (1790-1865) ∞ 1832 Louise Marie van Orléans (1812-1850)                              | Leopold I van België (1790-1865) ∞ 1832 Louise Marie van Orléans (1812-1850)                              | Leopold I van België (1790-1865) ∞ 1832 Louise Marie van Orléans (1812-1850)                    | Leopold I van België (1790-1865) ∞ 1832 Louise Marie van Orléans (1812-1850)                    | Jozef Anton Johan van Oostenrijk (1776-1847) ∞ Maria Dorothea van Württemberg (1797-1855) | Jozef Anton Johan van Oostenrijk (1776-1847) ∞ Maria Dorothea van Württemberg (1797-1855) | Jozef Anton Johan van Oostenrijk (1776-1847) ∞ Maria Dorothea van Württemberg (1797-1855) | Jozef Anton Johan van Oostenrijk (1776-1847) ∞ Maria Dorothea van Württemberg (1797-1855) |                                                                                       |                                                                                       |
| Ouders                          | Leopold II van België (1835-1909) ∞ Marie Henriëtte van Oostenrijk (1836-1902)                            | Leopold II van België (1835-1909) ∞ Marie Henriëtte van Oostenrijk (1836-1902)                            | Leopold II van België (1835-1909) ∞ Marie Henriëtte van Oostenrijk (1836-1902)                  | Leopold II van België (1835-1909) ∞ Marie Henriëtte van Oostenrijk (1836-1902)                  | Leopold II van België (1835-1909) ∞ Marie Henriëtte van Oostenrijk (1836-1902)            | Leopold II van België (1835-1909) ∞ Marie Henriëtte van Oostenrijk (1836-1902)            | Leopold II van België (1835-1909) ∞ Marie Henriëtte van Oostenrijk (1836-1902)            | Leopold II van België (1835-1909) ∞ Marie Henriëtte van Oostenrijk (1836-1902)            |                                                                                       |                                                                                       |
| Stefanie van België (1864-1945) | | |                                                                                                 |                                                                                                 |                                                                                           |                                                                                           |                                                                                           |                                                                                           |                                                                                       |                                                                                       |